# Hemisaga denticulata
Hemisaga denticulata är en insektsart som först beskrevs av White, A. 1841.  Hemisaga denticulata ingår i släktet Hemisaga och familjen vårtbitare. Inga underarter finns listade i Catalogue of Life.